# Lanches-Saint-Hilaire
Lanches-Saint-Hilaire (picardisch: Lanche-Saint-Hilaire) ist eine nordfranzösische Gemeinde mit 131 Einwohnern (Stand 1. Januar 2022) im Département Somme in der Region Hauts-de-France. Die Gemeinde liegt im Arrondissement Amiens und gehört zum Kanton Flixecourt.

## Geographie
Die Gemeinde liegt rund dreieinhalb Kilometer nördlich von Domart-en-Ponthieu und vier Kilometer südsüdwestlich von Bernaville. Der Weiler Saint-Hilaire, in dem der Bach Domart, ein Zufluss der Nièvre, entspringt, liegt im Süden der Gemeinde. Eine deutliche Geländeschwelle durchzieht ihren Osten.

## Geschichte
Der früher von der Weberei geprägte Ort mit großen Souterrains (muches) war Gut der Familie Sainte-Aldegonde.

## Einwohner
| 1962 | 1968 | 1975 | 1982 | 1990 | 1999 | 2006 | 2011 |
| ---- | ---- | ---- | ---- | ---- | ---- | ---- | ---- |
| 98   | 103  | 95   | 69   | 93   | 109  | 117  | 125  |

## Verwaltung
Bürgermeister (maire) ist seit 2008 Danielle Boucher.

## Sehenswürdigkeiten
- Kirche Saint-Christophe in Lanches aus dem 18. Jahrhundert
- Kirche Saint-Médard in Saint-Hilaire aus dem Jahr 1780.